# Piero Ballerini
Piero Ballerini (* 20. März 1901 in Como; † 30. Juni 1955 in Rom) war ein italienischer Filmregisseur und Drehbuchautor.

## Leben
Ballerini war einige Zeit als Regieassistent vor allem in Frankreich tätig, bevor er 1935 seinen ersten Film, La freccia d'oro, in Zusammenarbeit mit Corrado D'Erico inszenierte. Unter seinen Filmen, die er bis 1946 inszenierte und zu denen er meist auch das Drehbuch schrieb, findet sich der seinerzeit von Kritikern hochgelobte Piccolo hotel und eine Version von Lucia di Lammermoor. Gegen Ende des Krieges folgte er, wie etliche andere, der Einladung der Republik von Salo und ging nach Venedig, wo er jedoch nur Una fatto di cronaca fertigstellen konnte. Nach dem Zweiten Weltkrieg beschränkte er sich auf einige Drehbücher und sein letztes Werk, einen 1954 als La vecchia dama ebenfalls in Ko-Regie entstandenen, fünf Jahre später als Peppino e le nobile dama veröffentlichten Film.

## Filmografie (Auswahl)
- 1935: La freccia d'oro
- 1939: Piccolo hotel
- 1944: Una fatto di cronaca
- 1946: Lucia di Lammermoor
- 1954: Peppino e la nobile dama